# March Malaen
Vous lisez un « bon article » labellisé en 2010.
Le March Malaen est cité, dans le « folklore celtique », comme un cheval maléfique associé au Diable et à la sorcellerie, dont l'origine mythique ou historique demeure obscure. Au XVIIIe siècle, sa tradition était dite répandue chez les Gallois, à travers une expression populaire et la déesse gauloise Andarta.
À partir de 1807, et de la publication des Triades galloises de Iolo Morganwg, le March Malaen devient selon lui une créature de la mythologie celtique brittonique, et l'un des trois fléaux de « l'île de Bretagne ». Cette mention est reprise dans la traduction des Mabinogion par Joseph Loth en 1889, selon laquelle le March Malaen serait venu dans le royaume un 1er mai, depuis l'autre côté de la mer. Il y est associé au conte de Lludd a Llefelys où, dans les traductions plus récentes, le premier fléau combattu par le roi Lludd Llaw Eraint est l'arrivée du peuple des Corannyeit.
Les auteurs du XIXe siècle, en pleine époque celtomane, font des commentaires variés sur ce cheval en assurant qu'il pourrait être la bête glatissante de la légende arthurienne, que le 1er mai était redouté par les anciens Gallois comme jour de l'apparition du March Malaen, ou encore qu'il s'agissait du souvenir d'un roi fomoiré. Le March Malaen est absent de la plupart des publications récentes.

## Étymologie
March Malaen est un nom originaire du Pays de Galles prononcé en gallois : [maɾx maˈlaɪn]. Selon le Dictionnaire des symboles, Malaen semble issu du latin malignus. La société de mythologie française traduit le nom de March Malaen par « cheval malin », en 1989.
Plusieurs auteurs du XIXe siècle, dont Anatole Le Braz, pensent que « March Malaen » se traduit par « cheval de Malaen »,,, mais James Hastings suppose que March désignait un roi mauvais, et Malaen quelque chose de démoniaque. On trouve aussi la forme March Malen, qui est plus ancienne, et se traduirait alors par « l'étalon de Malen »,.
En vieil irlandais, mahrah signifie « mort » et « épidémie », mais la racine indo-européenne Mar semble désigner les étendues liquides telles que la mer et le marais, et avoir donné marah chez les peuples celto-germaniques, marc'h (d'où le roi Marc'h), et les mots mark et marca dans les langues celtiques, puis marko et marka en gaulois. Tous ces mots sont en relation avec le cheval. Par ailleurs, Alexander Haggerty Krappe a étudié l'étymologie du mot « cauchemar », et remarqué que ce mot, traduit en anglais par nightmare soit littéralement « jument de la nuit », peut être rapproché de ceux cités plus haut.

## Mentions
Il existe deux versions de cette créature. La première mentionne le March Malen comme « cheval du Diable » dans le folklore. La seconde concerne le March Malaen dans une version des Triades de la mythologie celtique brittonique mentionnée par Iolo Morganwg
.

### Le cheval du Diable comme créature du folklore
La première source connue sur le March Malen date de 1733 ; elle raconte qu'un homme tenta de harnacher le mal (March Malen) à son profit, mais que la bête se libéra pour le piétiner. Elle se serait ensuite associée à la déesse Minerve (Athéna) et à Pégase, avant de revenir au pays de Galles, et de donner naissance à des expressions populaires galloises. Dans les publications postérieures, en 1753 et après, cet animal est lié au Diable, à la sorcellerie, à la déesse gauloise Andarta, et à l'expression populaire galloise : A gasgler as farch Malen dan er dor yd a, qui se traduirait littéralement par What is collected on Mallen horseback will find its way under its belly et plus communément en anglais par What is got on the devil's back will be spent under his belly,, c'est-à-dire « ce qui est porté sur le dos du cheval de Malen viendra sous son ventre » en français. Le cheval du Diable aurait donné naissance à plusieurs expressions proverbiales, telles « il a disparu sur le cheval de Malaen » qui, vers 1820 au pays de Galles, désignait ce qui a été jeté ou gaspillé.
En 1863, une revue affirme que « Malen, chez les Bretons, est un nom populaire de la furie Andrasta, ou, comme le dît le vulgaire, de la Dame du Diable ». Le cheval de Malen était alors vu comme la monture magique sur laquelle les sorcières voyageaient habituellement dans les airs, et le proverbe gallois serait tiré de cette vision. Dans un ouvrage posthume publié en 1891, Robert Owen dit que les Gallois voyaient dans la figure d'une femme chevauchant cette monture dans le ciel en compagnie de sorcières une démonstration de la puissance du Diable, sous l'influence du droit canonique. L'époque à laquelle les Anglais ont donné au Diable une forme de cheval demeure difficile à déterminer, mais les Gallois semblent connaître cette figure depuis longtemps. John Rhys rapproche une histoire incluse dans la quête du Graal, où Peredur tente de monter un étalon démoniaque, de la figure du cheval diabolique. Il cite également l'étalon noir de Moro, monté par Gwynn ap Nudd durant la chasse au twrch trwyth, et le roi Marc'h aux oreilles de cheval. Par ailleurs, comme le rapporte Anatole Le Braz, la figure du cheval démoniaque est connue dans le folklore de bon nombre de pays celtes, car le folklore gallois mentionne de nombreuses histoires de revenants, dont certains apparaissent montés sur des chevaux sans tête afin de courir la campagne toute la nuit, ainsi que le cheval psychopompe de la mort, qui est blanc ou noir avec un regard de feu. Le Diable se transforme en cheval dans le folklore de Cornouailles et de Bretagne, et en Irlande, une croyance populaire rapporte qu'un esprit malin se met à rôder près d'une maison où une personne est morte récemment sous la forme « d'un cheval à grande queue ».

### Le March Malaen comme fléau dans lesTriads of Britain
Sous la plume du faussaire littéraire Iolo Morganwg en 1807, le March Malaen s'associe à l'histoire de Lludd Llaw Eraint et au conte de Lludd a Llefelys, dont il forme une variante. Son nom est mentionné dans l'édition du Cambro-Briton en 1820 et dans celle des Mabinogion du livre rouge de Hergest avec les variantes du livre blanc de Rhydderch (ainsi que leur réédition en 1975), qui comportent des extraits de Triades galloises. Ils disent que « trois oppressions vinrent dans cette île [l'île de Bretagne] et disparurent ». Dans la traduction réalisée par Joseph Loth en 1889, en premier est citée « l'oppression du March Malaen (cheval de Malaen), qu'on appelle l'oppression du premier de mai »,. La seconde oppression est celle du « dragon de Pryden » (dragon de Grande-Bretagne), et la troisième celle du magicien, l'homme à demi-apparence. Ces deux sources précisent aussi que la première oppression [le March-Malaen] venait de l'autre côté de la mer,.
Que ce soit sous le nom de March Malaen ou de March Malen, cette association de la créature aux Triades galloises est absente de la grande majorité des ouvrages plus récents, où le premier fléau combattu par Lludd Llaw Eraint est celui des Corannyeit.
Un bulletin de la Société de mythologie française, en 1989, attribue la mythologie celtique pour origine au March Malaen.

## Commentaires
L'origine du March Malaen est « enveloppée de mystère » et ne fait l'objet que de peu de commentaires, la plupart datant de l'époque celtomane, au XIXe siècle. Il est de ce fait difficile de savoir s'il est issu d'un fait historique, d'un mythe, ou d'une reprise des publications plus anciennes par Iolo Morganwg.
La March Malaen associé à Lludd Llaw Eraint dans la version des Triades galloises de Iolo Morganwg a fait l'objet de commentaires qui mettent en avant le fait que la créature était capable de traverser la mer,, ou encore qu'elle avançait à une « vitesse d'escargot »,. Concernant son origine, William Rees évoque un évènement qui aurait eu lieu en Angleterre durant les âges mythologiques et John Rhys pense qu'il serait peut-être lié au roi Marc'h, ou selon une publication de 1993, à un dieu-cheval du même nom, qui aurait pris plus tard forme humaine sous l'apparence du roi Marc'h. Ferdinand Lot a supposé en 1901 que « le March Malaen des Gallois » serait aussi la bête glatissante de la légende arthurienne.
Plusieurs auteurs mettent en avant la similitude entre le March Malaen et More ou Margg, un roi légendaire irlandais fomoiré qui épousa la fille du roi de Fir Morca et possédait des oreilles de cheval, tout comme le roi Marc'h. Il leva un tribut sur le maïs et le lait en Irlande. Ce dernier point semble s'accorder avec la date du 1er mai et le fait que le March Malaen vînt « de l'autre côté de la mer. »,,
Il est également possible de voir un point commun entre le cheval démoniaque de Malgis et le March Malaen,. Selon une publication de 1820, l'un des trois démons reconnus de l'île de la Grande-Bretagne, Melen, ou Malen, cité dans une autre triade, se confondrait aussi le March Malen et pourrait correspondre à la Bellone de la mythologie antique, dont le nom semble avoir quelque affinité avec « Prydain ».

## Symbolique et survivance
Le March Malaen est cité dans le Dictionnaire des symboles comme étant un cheval de mort et de cauchemar. Qualifié de « monstre fantastique, ennemi des Bretons », il semblerait que son cri, qui s'entendait au premier mai, ait causé de grandes calamités. Il est possible que le March Malaen ait donné naissance aux manifestations du cauchemar mentionnées dans le folklore, comme la cauquemare et la mare, mais aussi au mot anglais nightmare, et au français cauchemar.
Anatole Le Braz rapporte un conte breton mettant en scène un ivrogne nommé Alanic, qui invoque le Diable et voit apparaître un « cheval du diable dont la crinière rouge pend jusqu'à terre ». Il le met en parallèle avec le March Malaen cité dans la traduction de Loth.